# زبان کالامی
زبان کالامی یا گاوری زبانی‌است از خانوادهٔ زبان‌های داردی- از شاخهٔ زبان‌های هندوایرانی- که در شمال پاکستان گویشورانی دارد. 
نام این زبان از دره کالام و روستایی به همین نام که خاستگاه این زبان است گرفته شده‌است. این زبان با زبان کوهستانی نزدیکی دارد.